# Nina o' the Theatre
Nina o' the Theatre (o Nina of the Theater) è un cortometraggio muto del 1914 diretto da Kenean Buel e interpretato da Tom Moore e Alice Joyce. Prodotto dalla Kalem Company, il film venne distribuito nelle sale l'8 giugno 1914 dalla General Film Company.

## Trama
Trama in inglese su Stanford University

## Produzione
Il film fu prodotto dalla Kalem Manufacturing Company production.

## Distribuzione
Il film - un cortometraggio in due bobine - venne distribuito nelle sale statunitensi l'8 giugno 1914 dalla General Film Company. Non si conoscono copie ancora esistenti della pellicola che viene considerata presumibilmente perduta.